# Bradavičarka
Bradavičarka ali Bradavičarska šola za čarovnike in čarovnice je glavni kraj dogajanja v seriji knjig J. K. Rowling o Harry Potterju. 
Je edina čarovniška šola v Združenem kraljestvu, natančneje na Škotskem. Drugi večji čarovniški šoli, omenjeni v knjigah pisateljice J. K. Rowling, sta še Durmstrang in Beauxbatons, lahko pa domnevamo, da obstajajo še druge. Pisateljica v knjigah omenja čarovniško šolo v Braziliji in čarovniško šolo za odrasle, katero je obiskoval tudi Argus Filch, hišnik Bradavičarke. Njene lokacije ni možno posebej označiti, ker je obdana z veliko uroki.

## Zgodovina Bradavičarke
Šolo so pred tisoč leti ustanovili veliki čarovniki Salazar Spolzgad, Daniela Drznvraan, Perwola Pihpuff in Godric Gryfondom. Skupaj so se odločili, da bodo poučevali čarovnike in jih naučili spretnosti čaranja. Odločili so se za ustanovitev čarovniške šole in jo poimenovali Bradavičarka (ang. Hogwarts). Ko so se odločali, kako bi učenci bili razdeljeni, se je Daniela Drznvraan domislila razdelitev učencev na 4 domove, poimenovane po njihovih priimkih. Vsak od štirih ustanoviteljev pa je v svojem domu zahteval učence z določeni lastnosti. Daniela je hotela v Drznvraan sprejeti bistre, Godric drzne in pogumne, Spolzgad prevejane, Perwola pa pridne in marljive. Da bi rešili ta problem, so sešili in začarali Klobuk Izbiruh. Vanj je Godric Gryfondom dal svojo pamet, da bi lahko klobuk res pravilno izbral učence. Štirje ustanovitelji so sprva delovali skupno in tudi učenci vseh štirih domov so bili vedno skupaj. A kmalu so se začeli spori med Spolzgadom in drugimi tremi, predvsem Gryfondomom, saj je Spolzgad zahteval, da bi na šolo sprejeli samo čistokrvne učence. Ker ni dosegel privolitve pri drugih treh, je protestno zapustil šolo in za sabo pustil Dvorano skrivnosti, v kateri biva pošast, ki naj bi Bradavičarko očistila "Brezkrvnežev". Veliki ustanovitelji pa so na Bradavičarki po svoji smrti pustili tudi njim drage predmete. Daniela je pustila svoj Diadem, ki bi naredil bistrejšega vsakogar, ki bi si ga nadel, Godric je pustil svoj meč; Perwola čašo, ki te je naredila srečnega in marljivega, Spolzgad pa je ob svojem odhodu pustil medaljon mogočnosti. Vsi so predmete dali v Klobuk Izbiruh, v upanju, da bodo do njih prišli učenci, ki jih bodo vredni.

## Domovi
Učenci Bradavičarke so glede na svoje sposobnosti, želje in ambicije razdeljeni na štiri domove:
 Gryfondom - Gryfondom ceni pogum, hrabrost, viteštvo in velike živce. Maskota je lev, barvi pa sta škrlatna in zlata. Njihova predstavnica je namestnica ravnatelja in učiteljica spreminjanja oblik Minevra McHudurra. Duh Gryfondoma je Skorajbrezglavi Nick. Pisateljica je povedala, da naj bi bil Gryfondomov element ogenj. 
Gryfondomski dom se nahaja v enemu izmed najvišjih stolpov, varuje pa jo slika tako imenovane Debele Gospe. Gryfondomovci morajo za vstop povedati geslo, ki pa se mnogokrat spremeni. Ustanovitelj je bil Godric Gryfondom, ki je Gryfondomu zapustil tudi svoj meč, s katerim Harry ubije pošast, ki prebiva v Dvorani skrivnosti, v zadnjem delu Harryja Potterja pa Nevil pa z istim mečem uniči Mrlakensteinovo kačo ki je skrižven.
 Pihpuff- Pihpuff ceni trdo delo, potrpljenje, pravico in zvestobo. Maskota je jazbec, barvi pa sta kanarčkasto rumena in črna. Predstavnica Pihpuffovcev je učiteljica rastlinoslovja Pomona Ochrowt. Duh Pihpuffovcev je Debeli frater (menih). Pripadali naj bi Zemeljskemu znaku.
Vhod v dom naj bi se nahajal pri kuhinji, za vstop pa naj bi s palico potrkali na sode v ritmu Perwole Pihpuff. Skupna soba naj bi bila okrogla, z okroglimi vrati, podobnimi vrhu sodov. Ustanoviteljica je bila Helga Hufflepuff. Zapustila je pokal oz. čašo (skrižven), ki jo je uničila Hermiona Granger z zobom baziliska.
 Drznvraan - Drznvraan ceni inteligenco, kreativnost, učenje in duhovitost. Maskota je orel, barvi pa sta modra in bronasta (v filmih siva). Predstavnik Drzenvraanovcev je učitelj urokov Columbus Colibri. Duh je Siva Dama - hči Danijele Drzvraan. Drznvraanovci naj bi pripadali zračnim znakom.
Dom naj bi se nahajal v Drznvraanskem stolpu, v zahodnem krilu šole. Za vstop v dom pa naj bi rešili logično uganko. Ustanoviteljica je bila Danijela Drznvraan, zapustila pa je svoj diadem, ki ga v zadnjem delu Harry Potter uniči, saj je bil skrižven.
 Spolzgad - Spolzgad ceni željo oz. ambicijo, pretkanost, vodstvo in iznajdljivost. Maskota je gad, barvi pa sta zelena in srebrna. Njihov predstavnik je Robaus Raws, po 6. delu pa je predstavnik Limax Hudlagod. Duh je Krvavi Baron. Spolzgadovci naj bi pripadali vodnim znakom. Veliko se jih kasneje začne ukvarjati s črno magijo.
Vhod v dom naj bi se nahajal pod Bradavičarskim jezeru. Dom naj bi bil zelenkast. Ustanovil ga je Salazar Spolzgad. Zapustil je medaljon, ki ga je uničil Ron Weasley z mečem Godrica Gryffindora, saj je bil skrižven.
Domovi učencem nadomestijo lastne domove. V njih prebivajo vsa leta obiskovanja šole.
Predvidevamo lahko, da je v vsakem letniku okoli 40 dijakov, kar pomeni, da je na šoli skupno okoli 280 dijakov ter 15 profesorjev.

## Grb Bradavičarke in himna
Grb Bradavičarke je sestavljen iz velike črke H (Hogwarts), ki je obkrožena s simboli posameznih domov: Jazbec (Pihpuff), Kača (Spolzgad), Vran (Drznvraan) in Lev (Gryfondom). Poleg tega pa se pod grbom pojavlja napis: Draco Dormenis Nunquam Titillandos, kar pa pomeni Ne draži spečega zmaja.
Himna Bradavičarke:
Bradavičarka, Bradavica, Bodi naša vodnica!
Vsi, plešasti starčki, mulci in parčki
si želimo nadevati glave
s čim za učenjake ta prave.
Kajti sedaj so prazne, polne zraka,
po katerem muha koraka. 
Zato nas kaj pametnega nauči, da bo kaj v 
naši buči.
Potrudi se, mi se bomo tudi,
sicer naj nam zgnijejo možgani in otrdijo udi!
Ravnatelj Bradavičarke je želel, da vsak poje himno v melodiji, ki mu je pri srcu.